# Caladenia carnea
Caladenia carnea (Pink Fingers Orchid) là một loài lan sống ở miền đông Australia. Đây là loài đặc trưng trong chi Caladenia.

## Hình ảnh

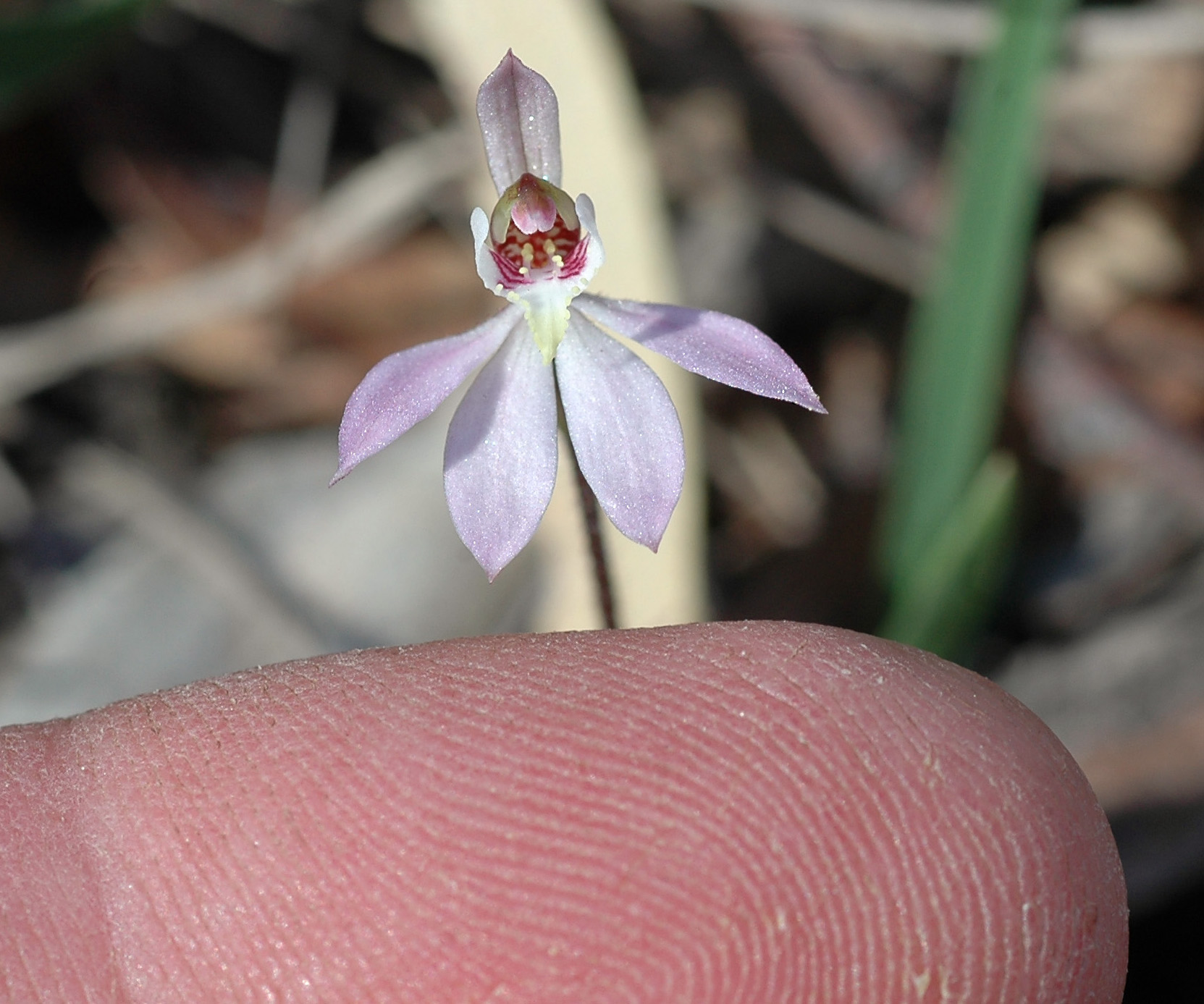
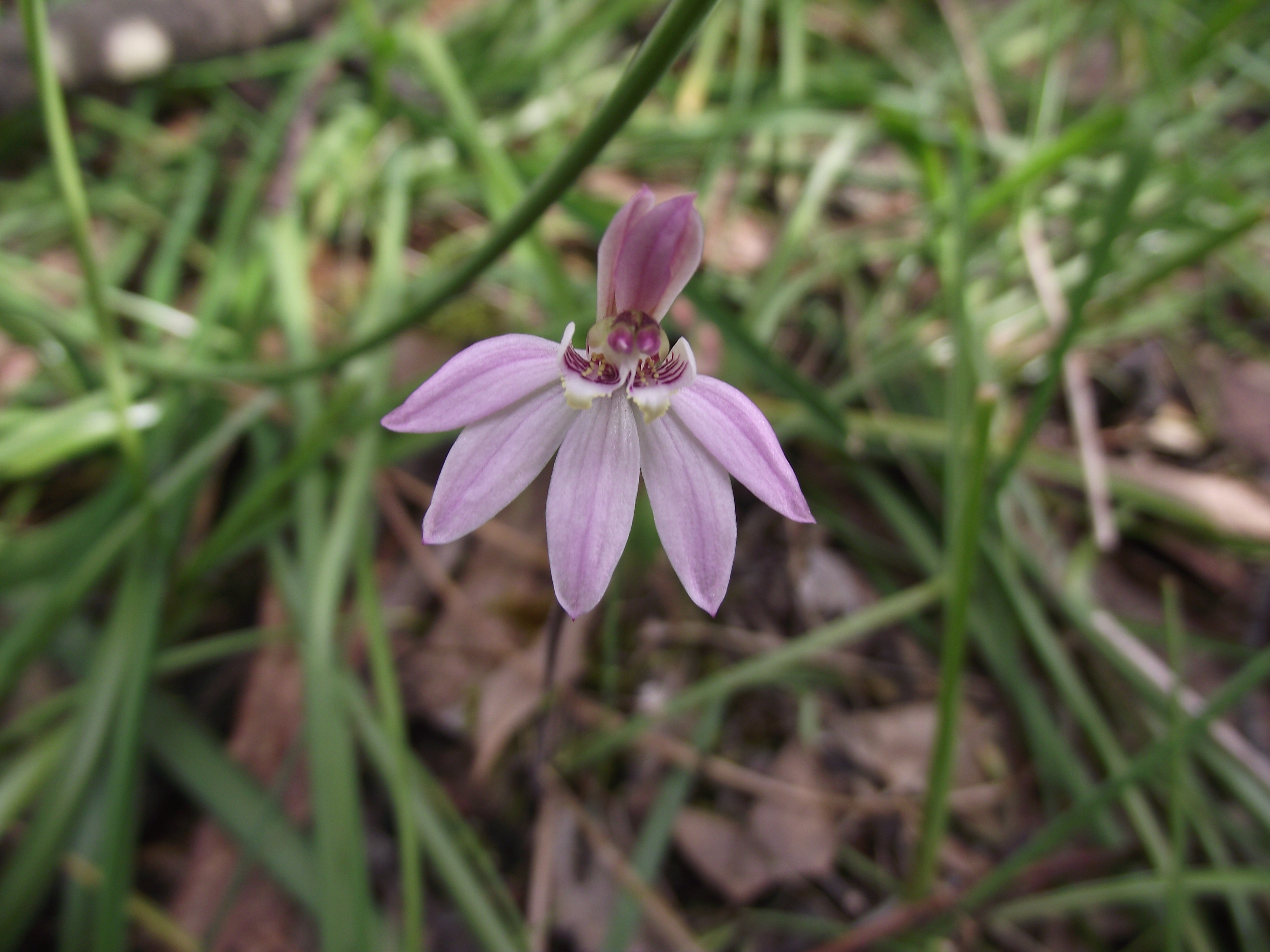
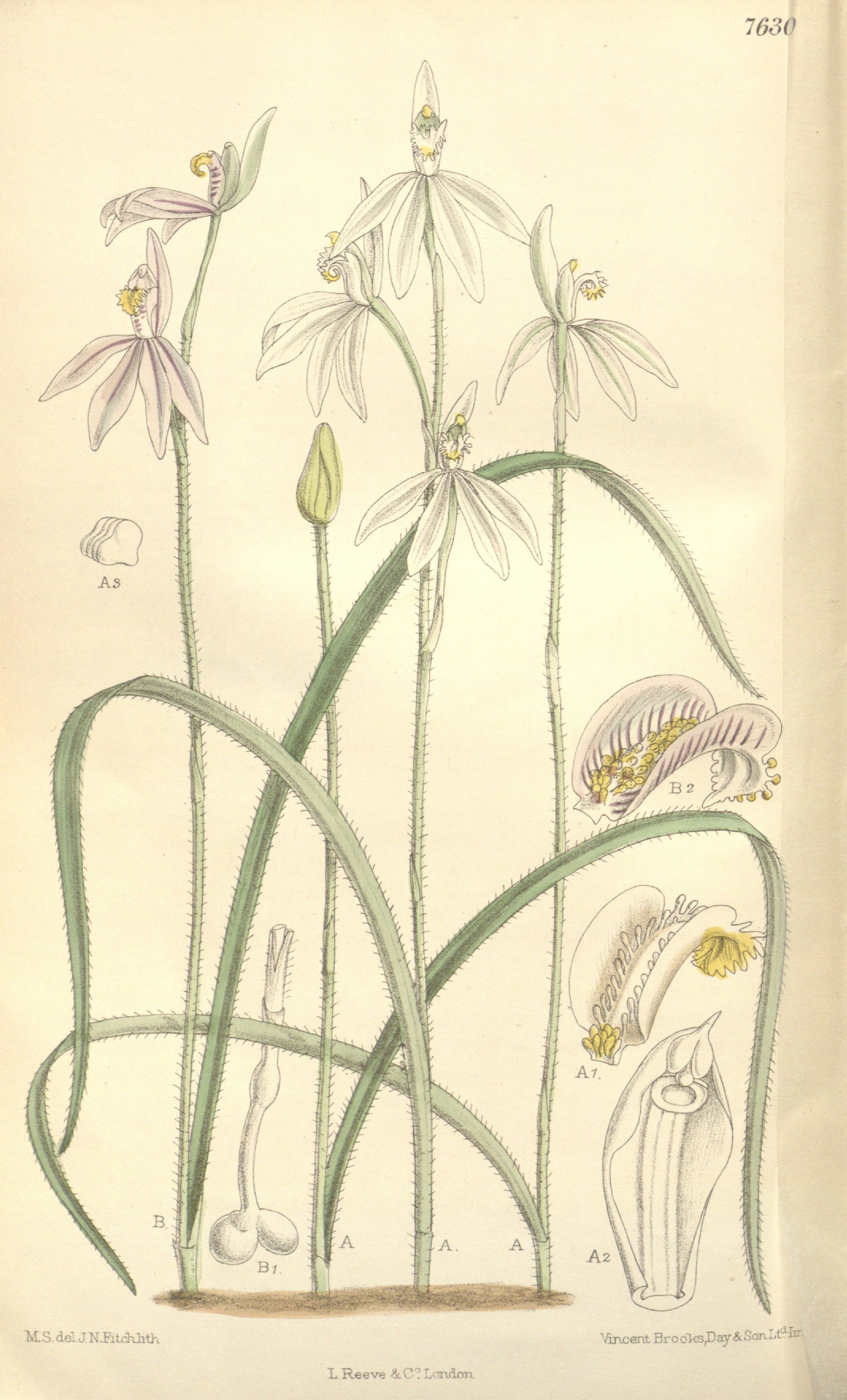
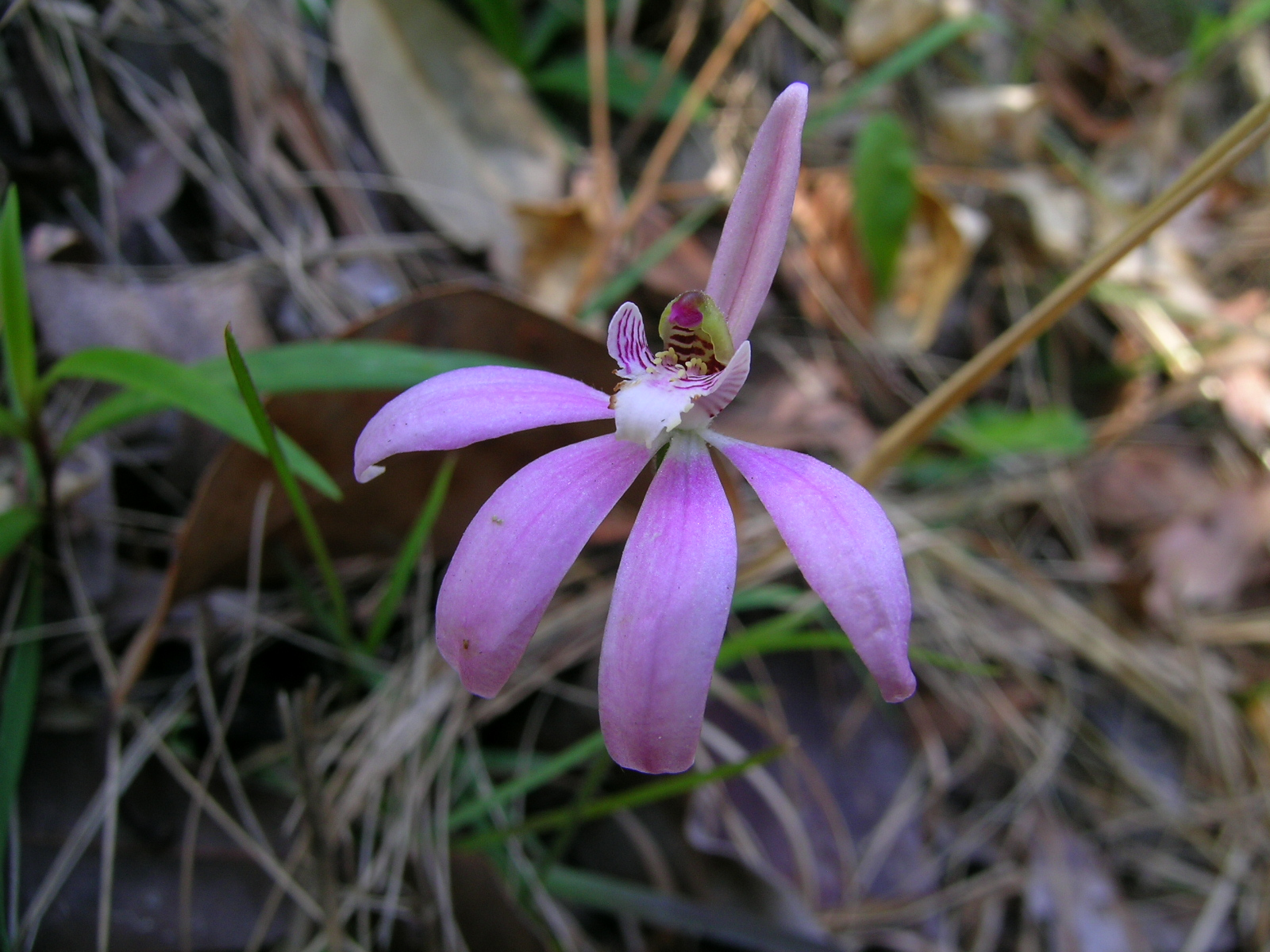